# Songe (Brice Conrad)
Songe is een nummer van de Franse singer-songwriter Brice Conrad uit 2013. Het is de tweede single van zijn debuutalbum La nuit bleue.
Het nummer was de opvolger van de hit Oh la (2012). "Songe" deed het in de Franse hitlijsten lang niet zo goed als de voorganger; het bereikte namelijk slechts de 135e positie. Toch werd de plaat wel een radiohit in Frankrijk in de zomer van 2013.

## Tracklijst
Cd-single
1. "Songe" - 3:23